# EgyptSat-2
EgyptSat-2 (или MisrSat-2) — египетский ИСЗ, предназначенный для дистанционного зондирования Земли с высоким пространственным разрешением. Способен вести съёмку в видимом и инфракрасном спектрах в панхроматическом (чёрно-белом) и мультиспектральном (цветном) режимах. Характеристики аппарата позволяют вести и оптическую разведку в стратегических целях.
Создан по заказу египетской стороны российской ракетно-космической корпорацией «Энергия». Оптическая аппаратура создавалась в кооперации с белорусской компанией «Пеленг» и европейской «EADS Astrium»; по другим данным, 60 % оборудования изготовлено на предприятиях Египта. Стоимость контракта составила около 40 млн долларов.
Запущен 16 апреля 2014 года с космодрома Байконур с помощью ракеты-носителя «Союз-У».
В январе 2015 года управление спутником было передано египетским специалистам.
12 мая 2015 года возникли неполадки в работе бортового цифрового вычислительного комплекса (БЦВК, БЦВМ). Египетские специалисты своими силами исправить ситуацию не смогли, и президент Ас-Сиси обратился с официальным запросом к Президенту России; В. Путин поручил «оказать египтянам всю посильную помощь». Была выделена группа отечественных специалистов, но и с их помощью устранить неисправность не удалось.
В качестве возможной причины сбоя был назван человеческий фактор. Вина изготовителя доказана не была: спутник перестал функционировать сразу после того, как перешел в закрытый режим работы под управлением египетских специалистов. Выводы российских инженеров возражений с египетской стороны не вызвали.
В августе 2016 года отказ спутника EgyptSat-2 был признан страховым случаем — стороны сошлись на том, что у космического аппарата отказала БЦВМ из-за воздействия неблагоприятных условий космоса. На возмещённые страховой компанией «Спутник» 75 млн долларов ракетно-космическая корпорации «Энергия» изготовила аналогичный по функционалу аппарат EgyptSat-A. Он был запущен с космодрома Байконур 21 февраля 2019 года.